# Xe trượt lòng máng tại Thế vận hội Mùa đông 2018 - Hai người nam
Nội dung hai người nam của môn xe trượt lòng máng tại Thế vận hội Mùa đông 2018 diễn ra vào ngày 18 và 19 tháng 2 năm 2018 tại Alpensia Sliding Centre gần Pyeongchang, Hàn Quốc. Justin Kripps và Alexander Kopacz của Canada và Francesco Friedrich và Thorsten Margis của Đức cùng đoạt huy chương vàng sau khi hai đội có cùng thành tích. Oskars Melbārdis và Jānis Strenga của Latvia giành huy chương đồng.

## Kết quả
Hai lượt thi đầu tiên diễn ra vào ngày 18 tháng 2 còn hai lượt cuối vào ngày 19 tháng 2.
| Hạng | STT | Quốc gia                     | Tên                                                              | Lượt 1   | Lượt 2 | Lượt 3   | Lượt 4 | Tổng    | Kém   |
| ---- | --- | ---------------------------- | ---------------------------------------------------------------- | -------- | ------ | -------- | ------ | ------- | ----- |
| 1    | 6   | Canada                       | Justin Kripps Alexander Kopacz                                   | 49.10    | 49.39  | 49.09    | 49.28  | 3:16.86 | –     |
| 1    | 7   | Đức                          | Francesco Friedrich Thorsten Margis                              | 49.22    | 49.46  | 48.96 TR | 49.22  | 3:16.86 | –     |
| 3    | 13  | Latvia                       | Oskars Melbārdis Jānis Strenga                                   | 49.08 TR | 49.54  | 49.08    | 49.21  | 3:16.91 | +0.05 |
| 4    | 11  | Đức                          | Nico Walther Christian Poser                                     | 49.12    | 49.27  | 49.32    | 49.35  | 3:17.06 | +0.20 |
| 5    | 10  | Đức                          | Johannes Lochner Christopher Weber                               | 49.24    | 49.34  | 49.09    | 49.47  | 3:17.14 | +0.28 |
| 6    | 30  | Hàn Quốc                     | Won Yun-jong Seo Young-woo                                       | 49.50    | 49.39  | 49.15    | 49.36  | 3:17.40 | +0.54 |
| 7    | 14  | Canada                       | Nick Poloniato Jesse Lumsden                                     | 49.48    | 49.48  | 49.33    | 49.45  | 3:17.74 | +0.88 |
| 8    | 15  | Áo                           | Benjamin Maier Markus Sammer                                     | 49.41    | 49.47  | 49.32    | 49.56  | 3:17.76 | +0.90 |
| 9    | 9   | Latvia                       | Oskars Ķibermanis Matīss Miknis                                  | 49.21    | 49.57  | 49.32    | 49.70  | 3:17.80 | +0.94 |
| 10   | 8   | Canada                       | Christopher Spring Lascelles Brown                               | 49.38    | 49.58  | 49.56    | 49.72  | 3:18.24 | +1.38 |
| 11   | 12  | Thụy Sĩ                      | Rico Peter Simon Friedli                                         | 49.72    | 49.53  | 49.52    | 49.49  | 3:18.26 | +1.40 |
| 12   | 2   | Anh Quốc                     | Brad Hall Joel Fearon                                            | 49.37    | 49.50  | 49.67    | 49.80  | 3:18.34 | +1.48 |
| 13   | 23  | Pháp                         | Romain Heinrich Dorian Hauterville                               | 49.74    | 49.73  | 49.55    | 49.46  | 3:18.48 | +1.62 |
| 14   | 19  | Hoa Kỳ                       | Justin Olsen Evan Weinstock                                      | 49.66    | 49.55  | 49.53    | 49.80  | 3:18.54 | +1.68 |
| 15   | 24  | Áo                           | Markus Treichl Kilian Walch                                      | 49.67    | 49.67  | 49.56    | 49.66  | 3:18.56 | +1.70 |
| 16   | 17  | Thụy Sĩ                      | Clemens Bracher Michael Kuonen                                   | 49.73    | 49.90  | 49.64    | 49.56  | 3:18.83 | +1.97 |
| 17   | 21  | Cộng hòa Séc                 | Dominik Dvořák Jakub Nosek                                       | 49.70    | 49.63  | 49.67    | 49.86  | 3:18.86 | +2.00 |
| 18   | 26  | România                      | Mihai Cristian Tentea Nicolae Ciprian Daroczi                    | 49.69    | 49.72  | 49.93    | 49.64  | 3:18.98 | +2.12 |
| 19   | 25  | Monaco                       | Rudy Rinaldi Boris Vain                                          | 49.85    | 49.69  | 49.68    | 49.80  | 3:19.02 | +2.16 |
| 20   | 18  | Vận động viên Olympic từ Nga | Alexey Stulnev Vasiliy Kondratenko                               | 49.77    | 49.99  | 49.74    | 49.87  | 3:19.37 | +2.51 |
| 21   | 16  | Hoa Kỳ                       | Nick Cunningham Hakeem Abdul-Saboor                              | 49.96    | 50.11  | 49.62    | —      | 2:29.69 | —     |
| 22   | 3   | Úc                           | Lucas Mata David Mari                                            | 49.88    | 50.04  | 49.87    | —      | 2:29.79 | —     |
| 23   | 29  | Cộng hòa Séc                 | Jan Vrba Jakub Havlín                                            | 49.93    | 50.07  | 49.86    | —      | 2:29.86 | —     |
| 24   | 22  | Ba Lan                       | Mateusz Luty Krzysztof Tylkowski                                 | 49.87    | 50.10  | 49.92    | —      | 2:29.89 | —     |
| 25   | 20  | Hoa Kỳ                       | Codie Bascue Sam McGuffie                                        | 50.03    | 50.16  | 49.90    | —      | 2:30.09 | —     |
| 26   | 27  | Trung Quốc                   | Li Chunjian Wang Sidong                                          | 50.13    | 50.21  | 50.15    | —      | 2:30.49 | —     |
| 27   | 1   | Brasil                       | Edson Bindilatti Edson Ricardo Martins                           | 50.14    | 50.22  | 50.35    | —      | 2:30.71 | —     |
| 28   | 5   | Vận động viên Olympic từ Nga | Maxim Andrianov Yuri Selikhov (lượt 1-2) Ruslan Samitov (lượt 3) | 50.27    | 50.58  | 49.98    | —      | 2:30.83 | —     |
| 29   | 28  | Trung Quốc                   | Jin Jian Shi Hao                                                 | 50.47    | 50.17  | 50.33    | —      | 2:30.97 | —     |
| 30   | 4   | Croatia                      | Dražen Silić Benedikt Nikpalj                                    | 50.76    | 50.91  | 50.99    | —      | 2:32.66 | —     |